# Hermann (Münsterschwarzach)
Hermann († 13. August in der zweiten Hälfte des 13. Jahrhunderts) war Abt des Benediktinerklosters in Münsterschwarzach. Als solcher ist er allerdings nur in der Abtsreihe von Heinrich Wagner eingetragen. Deshalb ist auch die Amtszeit des Abtes nicht überliefert. Er wird von Wagner zwischen Simon und Rudiger von Langheim eingetragen.

## Münsterschwarzach vor Hermann
Unter Abt Sigehard begann die Erneuerung der Klostergebäude in Münsterschwarzach. 1151 wurde ein Sarkophag für einige der wichtigsten Äbte errichtet. Auch seine Nachfolger ließen am Kloster weiterbauen. Abt Gozwin schaffte neue Altäre an und begann mit dem Bau eines Kreuzgangs, der unter Trageboto vollendet wurde. Die Bauarbeiten erlitten 1228 einen Dämpfer, als eine Schlacht zwischen den Würzburger Bischöfen und den Grafen von Castell einen Brand auslöste, der das Kloster teilweise zerstörte.

## Leben
Einzige Quelle, in der Abt Hermann Erwähnung findet, ist das Ottobeurener Nekrolog. Hierin verstarb „Hermannus Abbas Svarza“ an einem 13. August. Den restlichen Klosterchronisten ist der Abt allerdings unbekannt geblieben, sodass keine einzige Amtshandlung überliefert wurde. Eventuell wurde Hermann direkt nach dem Tod des Abtes Simon gewählt. Das würde für den Amtsantritt das Jahr 1248 wahrscheinlich machen.